# 西原 (澀谷區)
西原（日语：／ Nishihara */?）是東京都澀谷區的一個町。現有西原一丁目至西原三丁目。

## 地理
位於澀谷區西北部，其高級住宅地區是代代木上原的一部份。地形起伏，多山地。町域北部是甲州街道，與澀谷區本町相接。東北部與澀谷區幡谷、西南部與澀谷區大山町、南部與小田急小田原線和澀谷區上原、東部與澀谷區初台和元代代木町相接。本町的代代木警察署及神南的澀谷消防署管轄該町。町域内多住宅街。

## 歷史
第二次世界大戰前文部省体育研究所位於該町， 戰後改為東京教育大學体育学部校區。東京教育大學在1978年（昭和53年）廢校，原地改為澀谷區體育中心、老人福利院和女童子会館。原稱代代木初台町、代代木西原町、代代木大山町、幡谷本町、幡谷中町、代代木富谷、代代木上原。

## 交通
鐵路
- 小田急電鐵小田原線 ■代代木上原站
- 東京地下鐵千代田線 ○代代木上原站

町域北部可利用京王新線幡谷站。

## 設施
- 澀谷區立代木中學校
- 澀谷區立西原小學校
- 澀谷區立西原幼稚園
- 東京消防廳消防學校
- 澀谷區體育中心
- 代代木大山公園
- 代代木西原公園
- 西原綠道（玉川上水舊水路）
- 製品評價技術基盤機構（NITE）
- 国際協力機構 東京国際中心（JICA東京）
- 東京博善 代代幡齋場

## 外部連結
- 澀谷區官方網站 （页面存档备份，存于）
- 笹幡.com （页面存档备份，存于）